# Radu Paisie da Valáquia
Petru de la Argeș, mais conhecido pelo nome que tomou após subir ao trono, Radu Paisie (antes de 23 de Abril de 1508 - c. 1 de Março de 1545) foi Príncipe da Valáquia entre 15 de Junho de 1535 e 1 de Março de 1545, sendo o seu governo interrompido três vezes (1536,1539 e 1544) por usurpadores que governaram menos de um ano.

## Ascendência familiar e primeiros anos
Radu era filho de Radu IV o Grande, e da sua esposa Catarina de Zeta, pertencendo assim à grande Dinastia Bassarabe, fazendo parte da casa-ramo dos Drăculeşti. Desconhece-se a sua data de nascimento. Foi cedo entregue no Mosteiro de Curtea de Argeș, onde levou uma vida religiosa, como monge e abade, sob o nome de Paisius.
Após a morte do seu irmão Vlad VII Vintila sem herdeiros, Petru foi eleito pelos boiardos como o próximo Príncipe, subindo ao trono em 15 de Junho de 1535. Aí, mudou o nome para Radu Paisie.

## Governo

### Política interna
Radu, durante o seu governo, viu-se com vários problemas internos. Logo no ano seguinte à sua subida, a 24 de Fevereiro de 1536, foi deposto por Barbu Neagoe Craiovescu, um membro da poderosa Família Craioveşti, rival dos Basarab. Porém, o usurpador foi deposto dois meses depois, a 24 de Abril. Radu sentou-se novamente no trono. A 10 de Junho de 1537, Radu associa Marco, o seu filho primogénito, ao governo, para assegurar a sua sucessão.
A 2 de Junho de 1539, Radu e Marco eram novamente retirados do trono, por um novo usurpador, Serban de Izvorani, também da famílai rival de Craiova. Sabe-se que, nesta usurpação, Radu foi forçado a deixar o país e ir para junto do Danúbio, onde obteve ajuda dos turcos, a fim de recuperar o poder, o que aconteceu já no final do mês seguinte. Serban acabou executado por ordens do Sultão Solimão, o Magnífico, a 15 de Junho de 1543.
Em 1544, vários boiardos, desta vez apoiados em Laiota Basssarabe, atacaram-no. Derrotado na batalha, Radu escapou, em Maio de 1544,
até Nicópolis, onde pediu novamente auxílio ao Império Otomano. Este aceitou ajudar novamente Radu, e, dois meses depois, derrotou os rebeldes.
Ele terminou a metrópole eclesiástica de Târgovişte, e foi responsável pelo acabamento da construção do Mosteiro de Rio Mislea de Prahova.

### Política externa
Entre 1538 e 1540, os Turcos Otomanos ocuparam Brăila, que juntaram às terras circundantes em 1541. Perante a ameaça externa, organizou uma expedição militar para a Transilvânia, durante a qual contribuiu para a captura e prisão, pelos turcos, de João Corvino. Após a ocupação turca de Buda, provavelmente sob a influência da sugestão do Príncipe moldavo Pedro Rareş, Radu Paisie começou aproximar-se dos Habsburgos. A 7 de Janeiro de 1543, Radu fez uma aliança mútua com o Arquiduque e Imperador Fernando I da Áustria e Alemanha. Neste tratado, que se constutuía numa troca de favores, Fernando dar-lhe-ia a ajuda necessária para expulsar os turcos e Radu fornecer-lhe-ia informações sobre os movimentos do inimigo.
Quando os turcos descobriram a traição de Radu ao aliar-se com a Áustria, em meados de Dezembro de 1542, exigiram-lhe Marco como refém. Apesar da recusa de Radu desta condição, Marco deixa de aparecer em documentos a partir de 13 de Janeiro de 1543, o que sugere a sua morte ou um afastamento do poder. Aparece, a 1 de Setembro, um novo cogovernante: Vlad, possivelmente segundo filho de Radu.
Com a recusa de Radu Paisie da sua exigência, os turcos enviaram o seu irmão, Mircea o Pastor, para o remover definitivamente do trono. .
A deposição de Radu ocorreu a 1 de Março de 1545. Exilou-se no Egito com a esposa, Ruxandra, e os filhos, onde faleceu. Acredita-se que terá sido enterrado numa igreja em Alexandria, no Egito.

## Casamento e descendência
Radu casou pela primeira vez, antes de 1541, com Stana (f. antes de 1541), provinda de da união das família locais Oroboiești e Tăbărciani, de quem teve:
- Marco (f. 13 de Janeiro de 1543 ou depois de 1545), CoPríncipe da Valáquia desde 10 de Junho de 1537;
- Vlad (f. antes de 1545), CoPríncipe da Valáquia desde 1 de Setembro de 1543;
- Pătrașcu o Bom (f. 24 de Dezembro de 1558), Príncipe da Valáquia desde 12 de Março de 1554

Radu casou, em 1541, com Ruxandra da Valáquia (f. depois de 1545), filha de Neagoe Bassarabe e Milica da Sérvia, e viúva de Radu de Afumati, de quem teve:
- Maria
- Voica
- Cristina